# Мексиканська революція

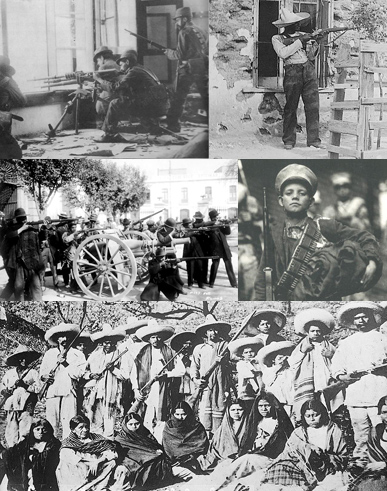

Мексика́нська револю́ція — революція у Мексиці, спрямована проти автократичного правління Порфіріо Діаса, яка тривала з 1910 по 1917 (втім, збройні та політичні сутички продовжувалися до кінця 1920-х).

## Причини та початок революції

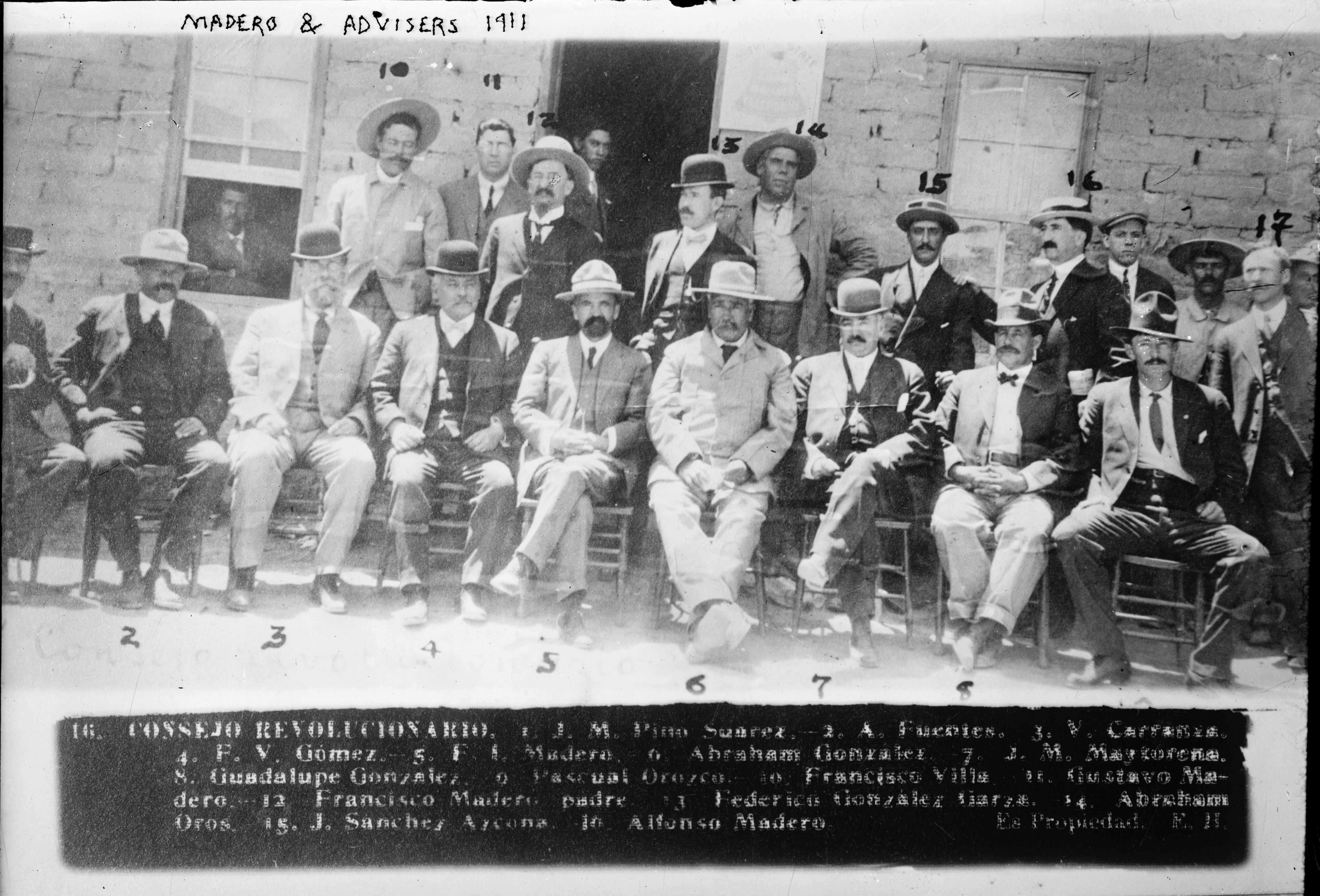
Франсіско Мадеро і його соратники. 1911. Сидять: третій зліва — Венустіано Карранса, в центрі — Франсіско Мадеро, перший праворуч — Паскуаль Ороско. Перший зліва в ряду стоять — Франсіско (Панчо) Вілья

Революційно-демократичні рухи на початку 20 ст. в країнах Латинської Америки мали чітко виражені особливості. Це була особлива група країн, які формально вважалися самостійними, а насправді були обплутані густим павутинням фінансової та політичної залежності. У більшості латиноамериканських країн на той час панував режим терористичних диктатур. Рухи народних мас об'єднували як виступи робітничого класу, селянства проти капіталізму, так і виступи землевласників, усього народу проти іноземних монополій і антидемократичних режимів.
Мексиканська революція 1910—1917 була за своїм характером демократичною. Її головним завданням було повалення диктатури Порфіріо Діаса, проведення аграрної реформи, впровадження демократичних порядків, установлення конституційного ладу, стримування економічної інтервенції США. Проти уряду Діаса виступили спільно буржуазія, робітничий клас і селянство, патріотична інтелігенція. Головною силою революції були загони Панчо Вільї та Еміліано Сапати.
Період політичного, соціального і військового конфлікту і сум'яття у Мексиці почався 20 листопада 1910 з заклику Франсіско Мадеро. Збройний конфлікт досяг апогею, коли 21 травня 1911 диктатор Порфіріо Діас був повалений та його місце на посаді президента зайняв Франсіско Мадеро. Але самому Мадеро не вдалося утримати владу і він також був повалений (а потім розстріляний) в 1913, а вся країна була охоплена громадянською війною, кілька політичних та озброєних груп боролося один проти одного за контроль над країною.

## Громадянська війна
Після того, як Діас в черговий раз став вибраним президентом Мексики, лідер демократичної опозиції Франсіско Мадеро закликав мексиканський народ до збройного повстання, початок якого було призначено на 20 листопада 1910 року. В травні 1911 року диктатура Діаса була повалена, сам втік до Франції, тимчасовим президентом країни став Франсіско Леон де ла Барра; в жовтні 1911 року президентом Мексики був обраним Мадеро.
Новий уряд зіткнувся зі серйозними проблемами — з однієї сторони, в країні залишались багато прибічників старого режиму, з іншої, повстанці на півдні країни на чолі зі Еміліано Сапатою які сприйняли політику Мадеро як зраду революції і розпочали повстання проти нього. 18 лютого 1913 року генерал Вікторіано Уерта очолив переворот, в ході якого Мадеро та його заступник Суарес були позбавлені своїх посад і арештовані (пізніше вони були вбиті). Уерта був проголошеним президентом Мексики.

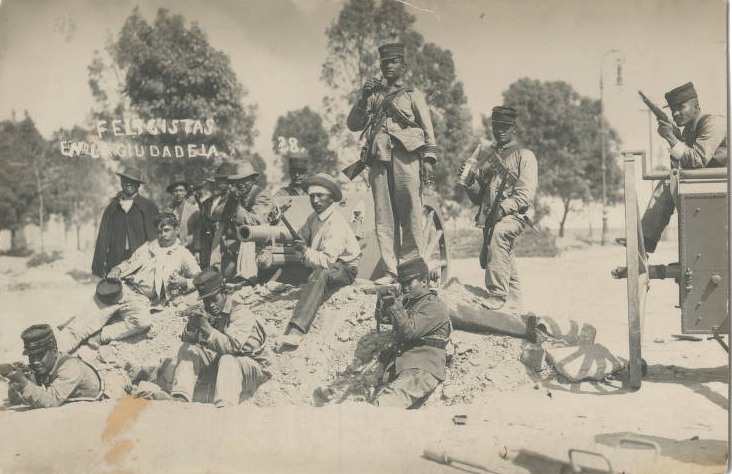
Прибічники Феліаса Діаса в арсеналі Мехіко

Проти Уерти виступили єдині сили повстанців на чолі зі селянськими вождями Сапатою та Франсіско Вільєю та ліберально-помісничими лідерами Венустіано Карансою та генералом Альваро Обрегоном. Губернатор штату Кауїла Венустіано Карранса (1859—1920) 26 березня 1913 проголосив «план Гуадалупе», в якому закликав до відновлення конституційного уряду. Режим Уерти був підтриманий Німеччиною; щоб позбавити Уерту допомоги Німецької імперії, США розпочав інтервенцію в Мексику та окупували порт Веракрус.
8 липня 1914 року під тиском США Уерта пішов у відставку, тимчасовим президентом був призначений Франсіско Карбахал. Певною мірою цьому сприяв і той факт, що президент США Вудро Вільсон відмовився визнати уряд Уерти. Війська повстанців продовжували наступ на Мехіко; в серпні 1914 року Карбахал втік з країни, а Мехіко був захоплений Каррансою та Обрегоном. Карранса був проголошеним першим керівником Мексики. В грудні відбулася зустріч Карранси та Обрегона зі Сапатою та Вільєю, в ході якого лідери двох угруповань повстанців не змогли прийти до єдиної думки; з цього часу боротьба велась в першу чергу між Каррансою та селянськими повстанцями на чолі зі Сапатою та Вільєю. В квітні 1915 року урядові війська Обрегона змогли завдати поразки військам Вільї в районі Селаї.
У жовтні 1914 з метою примирити ворогуючі сторони було скликано революційний конвент в Агуаскальєнтес за участю представників Вільї і Сапати. Пересвідчившись, що Карранса піклується тільки про утримання влади, конвент призначив ряд виконавців для проведення соціальних і економічних реформ. Більшість зборів зажадала, щоб Карранса склав з себе звання «вождя революції», але той відмовився це зробити і переніс свою штаб-квартиру у Веракрус. Випустивши ряд революційних декретів, Карранса залучив на свою сторону робітників і дрібних землевласників. Урядові війська під командуванням Обрегона навесні 1915 розбили Північну дивізію Вільї в битвах при Селає та Леоне і взяли під контроль центральну частину країни. Сапата продовжував опір на півдні, поки не був убитий у 1919. Вілья вів партизанську війну на півночі аж до повалення Карранси у 1920-му. Збройні та політичні сутички продовжувалися до кінця 1920-х років.
Впродовж 1915 року Карранса був визнаним президентом Мексики спочатку всіма латиноамериканськими країнами, потім США. Після того, як повстанці Вільї 9 березня 1916 року перейшли кордон США та атакували місто Коламбус (штат Нью-Мексико), США вдруге розпочав інтервенцію в Мексику, яку очолив генерал Джон Першинг; американці ввели війну і з повстанцями, і з урядовими військами. Тільки в лютому 1917 року експедиційний корпус США був виведений з країни.
В грудні 1916 року в місті Керетаро були скликані установчі збори, які 5 лютого 1917 року прийняли нову конституцію країни (яка діє і сьогодні). Тим не менш, боротьба урядових військ з повстанцями тривали ще декілька років.

## Конституція 1917 року та кінець революції
Головним кроком у напрямку до кінця озброєного конфлікту стало прийняття у 1917 році конституції Мексики (чинної і зараз), ця дата вважається офіційним кінцем революції.
Нова мексиканська конституція стала головним підсумком революції. Переможець Карранса надав сили закону реформам, обіцяним у його революційних декретах. Текст документа загалом повторював положення конституції 1857, але додавав до них три принципово важливих статті. Стаття третя передбачала запровадження загальної безкоштовної початкової освіти; стаття 27 оголошувала всі землі, води і надра на території Мексики національною власністю, а також декларувала необхідність розділу великих латифундій і встановлювала принципи та процедуру проведення аграрної реформи; стаття 123 була кодексом законів про працю. За цією конституцією запроваджувалось прогресивне трудове законодавство, 8-годинний робочий день, визначались умови і мета аграрної реформи, принципи зовнішньої політики.
Головним завоюванням мексиканської революції стало повалення реакційної диктатури Діаса, ліквідація феодально-реакційних порядків, проведення економічних перетворень, усунення залежності від США. Революція розчистила шлях для розвитку національного капіталізму, пробудила інтерес широких мас до політики.

## Періодизація
- Перший етап революції (листопад 1910 — травень 1911), головною ціллю якого було повалення диктатури Порфіріо Діаса. На цьому етапі революційні сили виступали єдиним фронтом — від ліберальних поміщиків та підприємців до робітників і селян під політичним керівництвом ліберально-демократичних лідерів.
- Другий етап (травень 1911 — лютий 1913), коли при владі знаходились ліберальні демократи. В цей період єдність революційних сил було порушено, що полегшило захоплення влади контрреволюціонерами.
- Третій етап (лютий 1913 — липень 1914), головню ціллю якого знову став повалення диктатури та відновлення конституційного режиму. Революційні сили знову виступили єдиним фронтом. Але на даному етапі особливо збільшилась роль селянських мас, які все більше виходили з-під контролю поміркованих сил.
- Четвертий, останній етап революції (липень 1914 — лютий 1917), основним змістом якого стала громадянська війна між радикальним, революційним селянством та поміркованими лібералами. Перемога дісталась поміркованому крилу. Проте вирішальна роль у революції широких народних мас вплинула на її результати та подальний розвиток країни. В тексті конституції знайшли відображення їх вимог.[1]

## Значення революції
Мексиканська революція 1910—1917 років була однією з найбільших соціально-політичних подій в історії Латинської Америки початку XX століття. Вона справила рішучий вплив на подальший розвиток однієї з ведучих країн регіону. Революція залучила у збройну боротьбу за демократичні та соціальні перетворення мільйони селян і наймитів, а також інші прошарки населення. Шість років в країні продовжувалась народна революційна війна. В результаті були знищені 35-річна диктатура генерала Порфіріо Діаса, політичне панування олігархії поміщиків та буржуазії, яка орієнтувалася на тісні зв'язки з іноземним капіталом. Була прийнята демократична конституція, яка передбачала проведення аграрної реформи, розробку передового трудового законодавства, захист національних багатств і суверенітету країни.
Революція висунула актуальні питання, боротьба за рішення яких в значній мірі визначив основний зміст подальшої історії Латинської Америки в XX століття.
Це була боротьба проти диктаторських режимів, проти політичного панування фінансово-олігархічної еліти, за демократичні перетворення, за створення правового конституційної держави, заснованої на громадянських правах і політичних свободах, за вирішення соціальних проблем, за соціальну справедливість.
Революціонери прагнули проведення аграрної реформи, ліквідації латифундизму в селі, ліквідації докапіталістичних пережитків в аграрному секторі, наданні селянам землі, інтенсифікації сільськогосподарського виробництва та подолання його односторонньої експортної спрямованості.
Мексиканська революція 1910—1917 років була направлена проти імперіалістичної та інтервенціоністської політики зі сторони США та інших індустріальних держав, проти привілей іноземних компаній, і являла собою боротьбу за національний суверенітет, за розвиток національної економіки та подоланні периферійного залежного положення у світовій економіці.
Події 1910—1917 років виявили складний характер співвідношення та взаємодії революції та реформ, боротьби за демократію та за соціальний прогрес, стихійного руху народних мас та діяльності ліберально-демократичних сил.

## Відображення в літературі
- Ґрем Ґрін, роман Сила і слава